# 星 (SOPHIAの曲)
『星』（ほし）は、2007年7月18日に発売されたSOPHIAの33枚目のシングル。

## 解説
前作『君と月の光』から4か月を経て発売された。
ジャケットは前作の通常盤に続き、ボーカルの松岡充が写っている。

## 収録曲
1. 星
作詞・作曲：松岡充
2. 男の子
作詞：松岡充、作曲：都啓一
3. 星 -instrumental-
4. 男の子 -instrumental-

## タイアップ
- 日本テレビ系『スッキリ!!』2007年7月テーマソング、日本テレビ系『気になる通販ランキング! ポシュレデパート深夜店』2007年7月オープニングテーマ (#1)

## 楽曲の収録アルバム
- ALL SINGLES「A」 (#1)
- ALL B-SIDE「B」 (#2)